# Steve Nicol
Stephen ("Steve") Nicol (Troon, 11 december 1961) is een voetbalcoach en voormalig voetballer uit Schotland, die doorgaans als rechtervleugelverdediger speelde. Hij speelde dertien seizoenen voor Liverpool, waarmee hij succesvol was in de jaren tachtig.

## Clubcarrière
Nicol begon zijn loopbaan in 1979 bij het Schotse Ayr United. Daar werd Nicol in 1981 weggekaapt door het Engelse Liverpool. Hier werd hij een boegbeeld.
Nicol won viermaal de Engelse landstitel, driemaal de FA Cup en bovendien ook een keer de Europacup I (1984) met Liverpool. Nicol kwam daarnaast van 1994 tot 1996 als vleugelverdediger uit voor Notts County, de oudste voetbalclub ter wereld, en toenmalig Premier League-club Sheffield Wednesday van 1996 tot 1998.
In de finale van de Europacup I van 1984 miste Nicol zijn strafschop in de strafschoppenserie tegen AS Roma, maar Liverpool won de spannende serie met 5–4. Een jaar later verloor men in de finale tegen een andere Italiaanse club, Juventus, met 1–0 in het Heizeldrama. Michel Platini scoorde uit een strafschop.
Nicol speelde 343 competitiewedstrijden en scoorde 37 keer voor Liverpool op het hoogste niveau van 1981 tot 1994, vanaf 1992 was dit de Premier League. Twee jaar na zijn vertrek bij Liverpool tekende hij een contract bij Premier League-club Sheffield Wednesday, waar hij nog 49 competitiewedstrijden speelde zonder te scoren. Na twee seizoenen bij The Owls emigreerde hij via Doncaster Rovers naar de Verenigde Staten, waar Nicol zijn carrière afsloot als verdediger van Boston Bulldogs in 2001.

## Erelijst
Liverpool FC
- Football League First Division

1984, 1986, 1988, 1990
- Screen Super Cup

1986
- Charity Shield

1989
- FA Cup

1986, 1989, 1992
- Europacup I

1984

## Interlandcarrière
Nicol speelde 27 interlands voor het Schots voetbalelftal en maakte deel uit van de selectie op het WK voetbal 1986 te Mexico, waar hij drie groepsduels afwerkte.

## Trainerscarrière
Na zijn actieve loopbaan werd Nicol coach van het Amerikaanse New England Revolution. Hier vestigde Nicol een record als langst dienende coach, van 2002 tot 2011.
Beide partijen gingen uit elkaar in oktober 2011. Sindsdien coachte hij geen club meer.
In zijn spelerscarrière was hij al even speler-trainer van Notts County onder Howard Kendall en vervulde hij de rol van interim-manager bij New England Revolution in 1999.